# Cruet
Cruet est une commune française située dans le département de la Savoie, en région Auvergne-Rhône-Alpes.

## Géographie

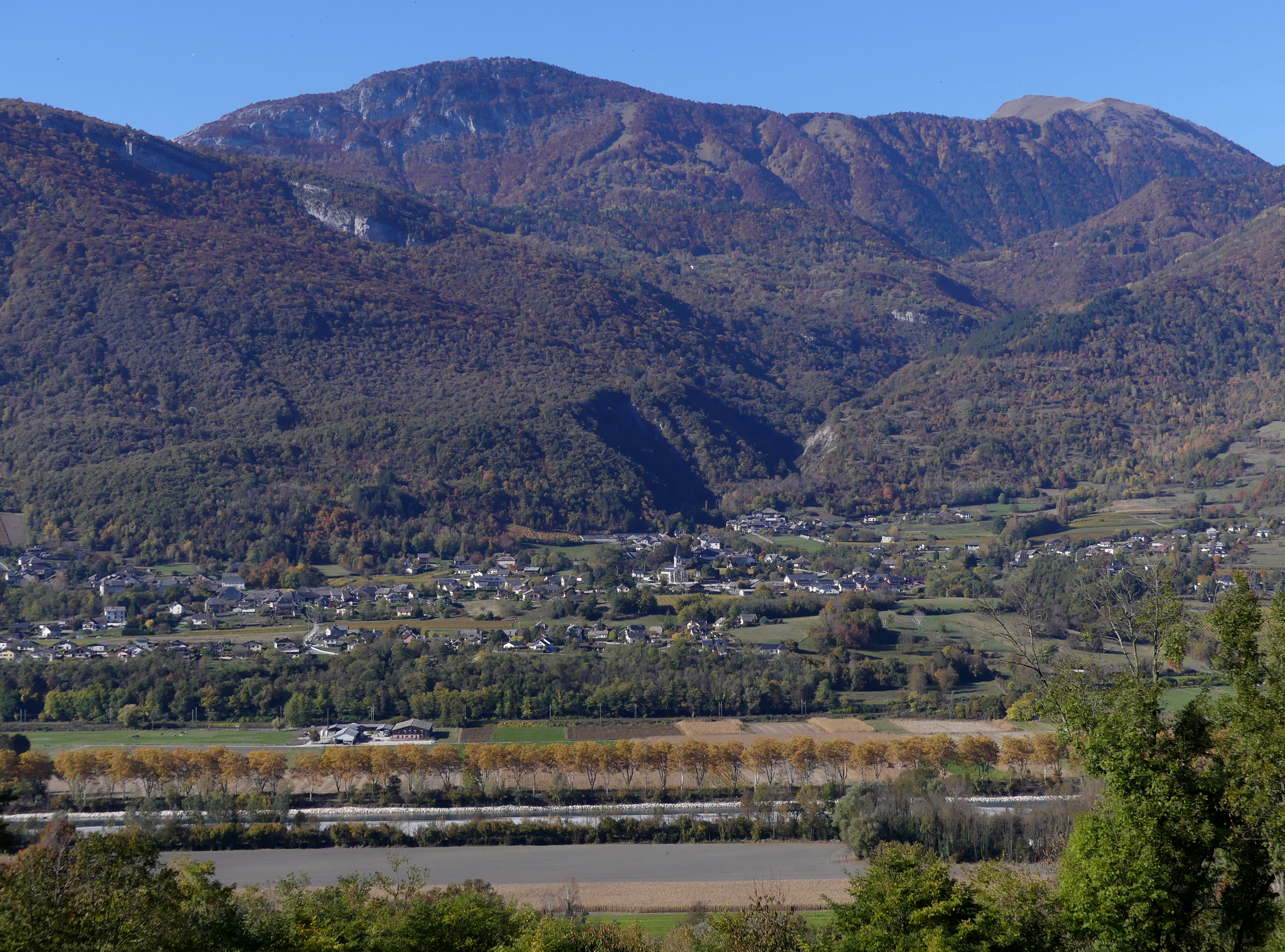
Cruet entre l'Isère et les Bauges.

Cruet est située dans la combe de Savoie, de la rive droite de l'Isère au col du Marocaz sur le flanc méridional du massif des Bauges, à mi-distance (environ 25 km) entre Chambéry et Albertville.
Le territoire de la commune s'étend sur 10,06 km2 à une altitude variant de 272 m au niveau de l'Isère à 1 456 m dans le massif des Bauges.

### Climat
Pour des articles plus généraux, voir Climat d'Auvergne-Rhône-Alpes et Climat de la Savoie.
En 2010, le climat de la commune est de type climat des marges montargnardes, selon une étude du Centre national de la recherche scientifique s'appuyant sur une série de données couvrant la période 1971-2000. En 2020, Météo-France publie une typologie des climats de la France métropolitaine dans laquelle la commune est exposée à un climat de montagne ou de marges de montagne et est dans la région climatique Alpes du nord, caractérisée par une pluviométrie annuelle de 1 200 à 1 500 mm, irrégulièrement répartie en été.
Pour la période 1971-2000, la température annuelle moyenne est de 11,1 °C, avec une amplitude thermique annuelle de 18,8 °C. Le cumul annuel moyen de précipitations est de 1 270 mm, avec 9,6 jours de précipitations en janvier et 8,3 jours en juillet. Pour la période 1991-2020, la température moyenne annuelle observée sur la station météorologique de Météo-France la plus proche, « Montmelian », sur la commune de Montmélian à 4 km à vol d'oiseau, est de 12,4 °C et le cumul annuel moyen de précipitations est de 987,3 mm,. Pour l'avenir, les paramètres climatiques de la commune estimés pour 2050 selon différents scénarios d'émission de gaz à effet de serre sont consultables sur un site dédié publié par Météo-France en novembre 2022.

## Urbanisme

### Typologie
Au 1er janvier 2024, Cruet est catégorisée bourg rural, selon la nouvelle grille communale de densité à sept niveaux définie par l'Insee en 2022.
Elle appartient à l'unité urbaine de Montmélian, une agglomération intra-départementale regroupant trois  communes, dont elle est une commune de la banlieue,,. Par ailleurs la commune fait partie de l'aire d'attraction de Chambéry, dont elle est une commune de la couronne,. Cette aire, qui regroupe 115 communes, est catégorisée dans les aires de 200 000 à moins de 700 000 habitants,.

### Occupation des sols
L'occupation des sols de la commune, telle qu'elle ressort de la base de données européenne d’occupation biophysique des sols Corine Land Cover (CLC), est marquée par l'importance des forêts et milieux semi-naturels (52,2 % en 2018), en diminution par rapport à 1990 (55,5 %). La répartition détaillée en 2018 est la suivante : 
forêts (45,7 %), zones agricoles hétérogènes (18,6 %), terres arables (10,1 %), zones urbanisées (6,6 %), milieux à végétation arbustive et/ou herbacée (6,5 %), cultures permanentes (5,1 %), prairies (4,9 %), eaux continentales (2,5 %).
L'IGN met par ailleurs à disposition un outil en ligne permettant de comparer l’évolution dans le temps de l’occupation des sols de la commune (ou de territoires à des échelles différentes). Plusieurs époques sont accessibles sous forme de cartes ou photos aériennes : la carte de Cassini (XVIIIe siècle), la carte d'état-major (1820-1866) et la période actuelle (1950 à aujourd'hui).

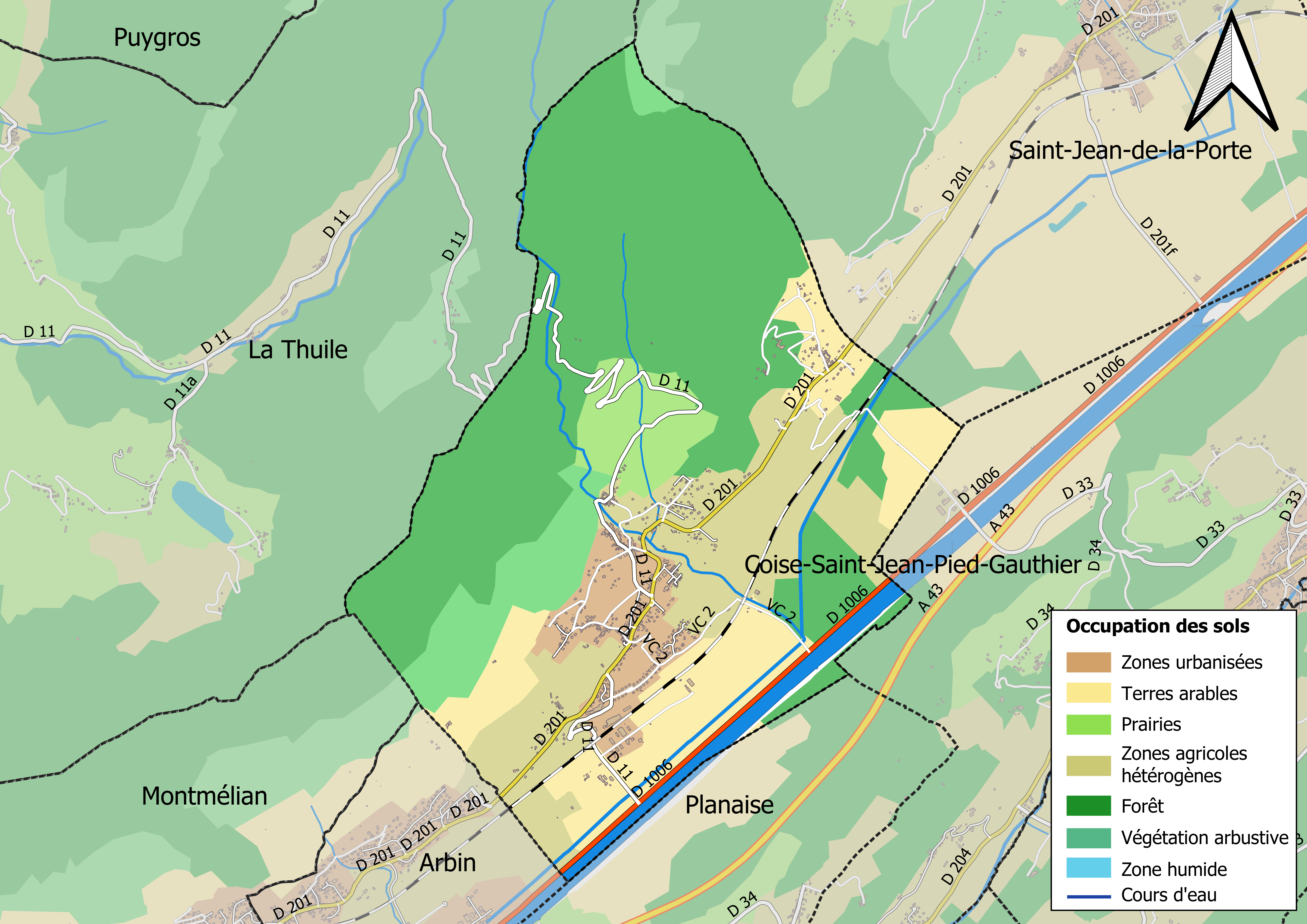
Carte des infrastructures et de l'occupation des sols en 2018 (CLC) de la commune.
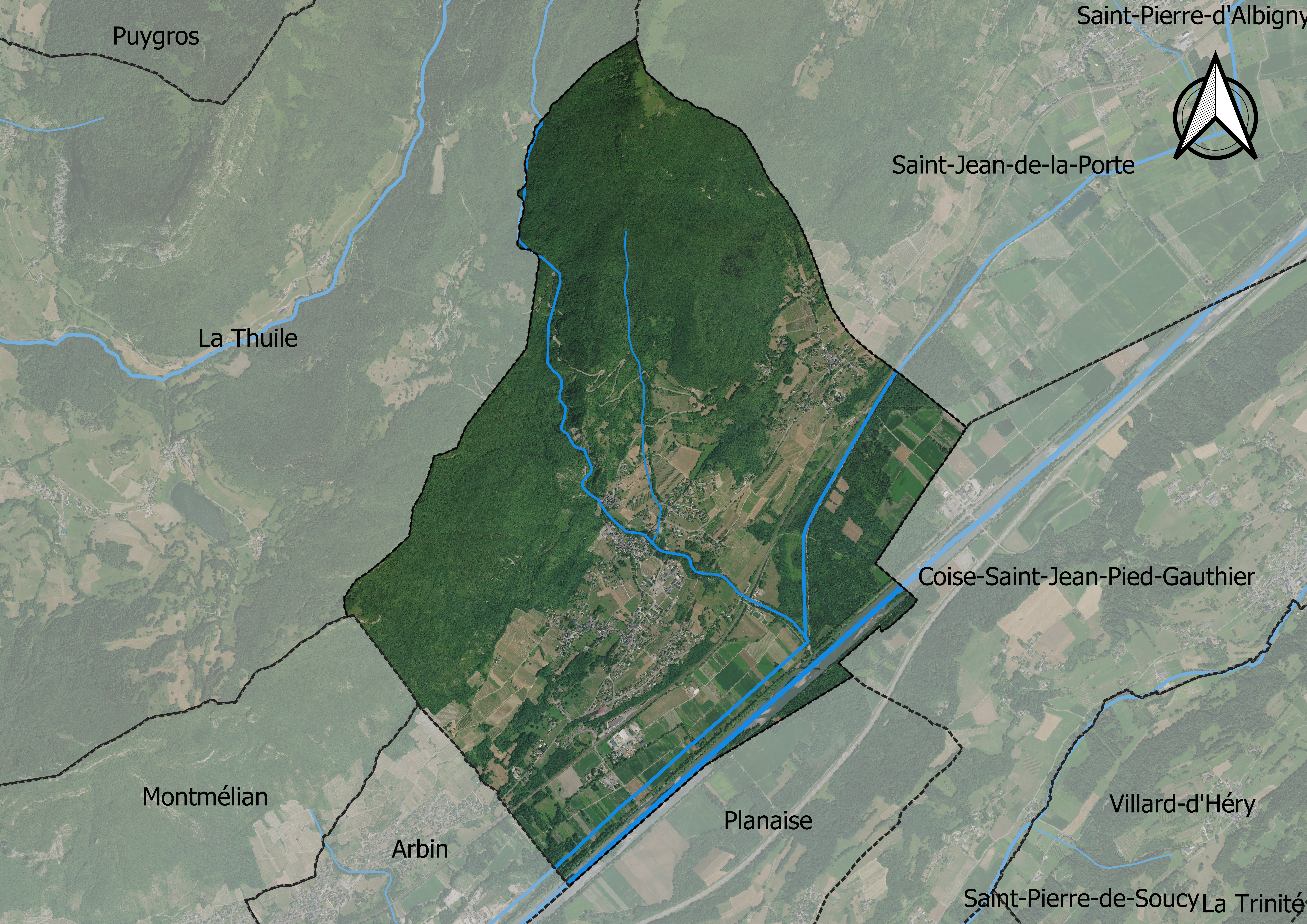
Carte orthophotogrammétrique de la commune.

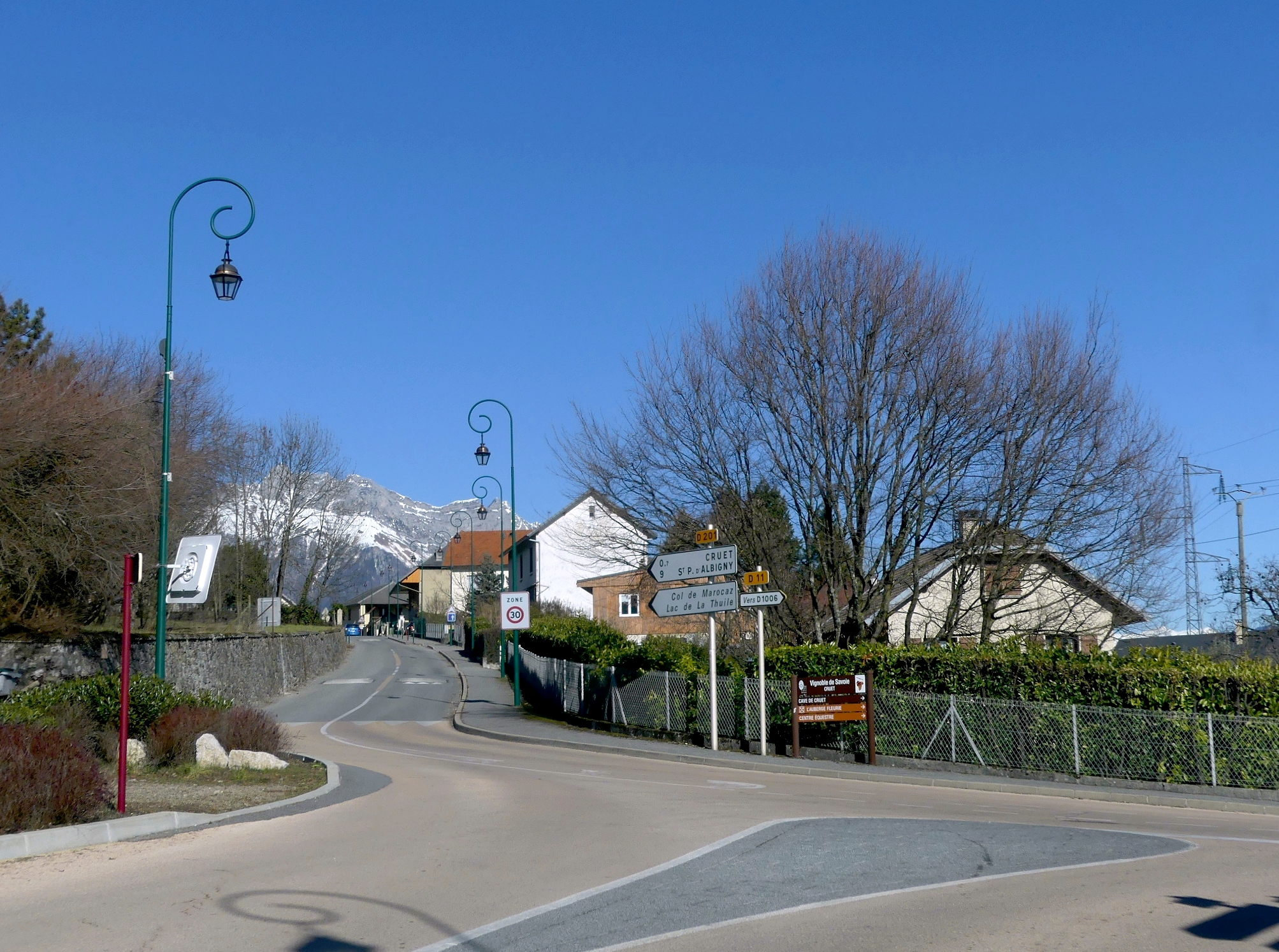
Hameau de La Chapelle près du chef-lieu.

## Toponymie
Le nom de la commune de Cruet provient du latin corrosum qui a évolué en francoprovençal (aussi appelé « arpitan » ou « patois ») en cro auquel on a associé le suffixe -et. Il désigne un petit creux ou une petite dépression, dont il est synonyme.
La paroisse est désignée sous le vocable de Ecclesia de Crosis (vers 1100, latin), Silvo de Crues (1234, latin), Ecclesia Sancti Laurentii de Croso (XIVe siècle, latin), Capellanus Sancti Laurentii de Croso Ceneyo (XIVe siècle, latin), Cruez (1632), Cruet (1738, français), Crwë (1911, patois).
Le nom de la commune en francoprovençal est Krouè selon la graphie de Conflans, prononcé [krwɛ],.

## Histoire
À l'époque gauloise, à partir du IIIe siècle av. J.-C., la route antique de la combe de Savoie passait sous le château de Verdun, dont le nom en gaulois signifie : « forteresse élevée » (< u{p}er-dunum) . Ce promontoire devait être équipe d'un fort ou d'un oppidum pour contrôler et défendre la route. La tombe d'un soldat gaulois avec son épée de fer du IIIe siècle av. J.-C. a été découverte sur une éminence voisine, au Chanay.

## Politique et administration
La commune est membre de la Communauté de communes Cœur de Savoie. Elle appartient au Territoire du Cœur de Savoie, qui regroupe une quarantaine de communes de la Combe de Savoie et du Val Gelon.

### Tendances politiques et résultats
|                                   | 1er score | 1er score                                                | 2e score | 2e score                                           | Participation |
| Élections municipales de 2020     |           | 100 % pour Jean-Michel Blondet (SE)                      |          |                                                    | 42,93 %       |
| Élections départementales de 2021 |           | 57,19 % pour Christiane Brunet et Olivier Thevenet (DVD) |          | 42,81 % pour Yann Del Rio et Laetitia Mimoun (PCF) | 34,01 %       |
| Élections régionales de 2021      |           | 44,75 % pour Fabienne Grebert (UG)                       |          | 43,39 % pour Laurent Wauquiez (UD)                 | 35,20 %       |
| Élections européennes de 2024     |           | 30,25 % pour Jordan Bardella (RN)                        |          | 16,64 % pour Raphaël Glucksmann (UG)               | 62,09 %       |
| Élections législatives de 2022    |           | 52,67 % pour Jean-François Coulomme (NUP)                |          | 47,33 % pour Patrick Mignola (ENS)                 | 51,48 %       |
| Élection présidentielle de 2022   |           | 57,10 % pour Emmanuel Macron (LREM)                      |          | 42,90 % pour Marine Le Pen (RN)                    | 80,85 %       |

### Liste des maires
| Période                                  | Période   | Identité            | Étiquette | Qualité |
| ---------------------------------------- | --------- | ------------------- | --------- | ------- |
| Les données manquantes sont à compléter. |           |                     |           |         |
|                                          | mars 2001 | Bernard Voiron      |           |         |
| mars 2001                                | mars 2008 | Marcel Raimond      | SE        |         |
| mars 2008                                | mars 2020 | Etienne Pilard      | SE        |         |
| mars 2020                                | En cours  | Jean-Michel Blondet | SE        |         |

La commune de Cruet est membre de la communauté de communes Cœur de Savoie.

## Démographie
L'évolution du nombre d'habitants est connue à travers les recensements de la population effectués dans la commune depuis 1793. Pour les communes de moins de 10 000 habitants, une enquête de recensement portant sur toute la population est réalisée tous les cinq ans, les populations de référence des années intermédiaires étant quant à elles estimées par interpolation ou extrapolation. Pour la commune, le premier recensement exhaustif entrant dans le cadre du nouveau dispositif a été réalisé en 2004.

En 2022, la commune comptait 1 042 habitants, en évolution de +0,48 % par rapport à 2016 (Savoie : +3,63 %, France hors Mayotte : +2,11 %).
| 1793 | 1800  | 1806  | 1822  | 1838  | 1848  | 1858  | 1861  | 1866  |
| ---- | ----- | ----- | ----- | ----- | ----- | ----- | ----- | ----- |
| 921  | 1 085 | 1 113 | 1 120 | 1 214 | 1 244 | 1 126 | 1 132 | 1 105 |

| 1872  | 1876  | 1881  | 1886  | 1891 | 1896 | 1901 | 1906 | 1911 |
| ----- | ----- | ----- | ----- | ---- | ---- | ---- | ---- | ---- |
| 1 092 | 1 123 | 1 029 | 1 026 | 969  | 906  | 838  | 787  | 698  |

| 1921 | 1926 | 1931 | 1936 | 1946 | 1954 | 1962 | 1968 | 1975 |
| ---- | ---- | ---- | ---- | ---- | ---- | ---- | ---- | ---- |
| 589  | 507  | 508  | 477  | 548  | 508  | 508  | 457  | 525  |

| 1982 | 1990 | 1999 | 2004  | 2006  | 2009  | 2014  | 2019  | 2022  |
| ---- | ---- | ---- | ----- | ----- | ----- | ----- | ----- | ----- |
| 638  | 823  | 969  | 1 041 | 1 044 | 1 042 | 1 017 | 1 041 | 1 042 |

## Économie

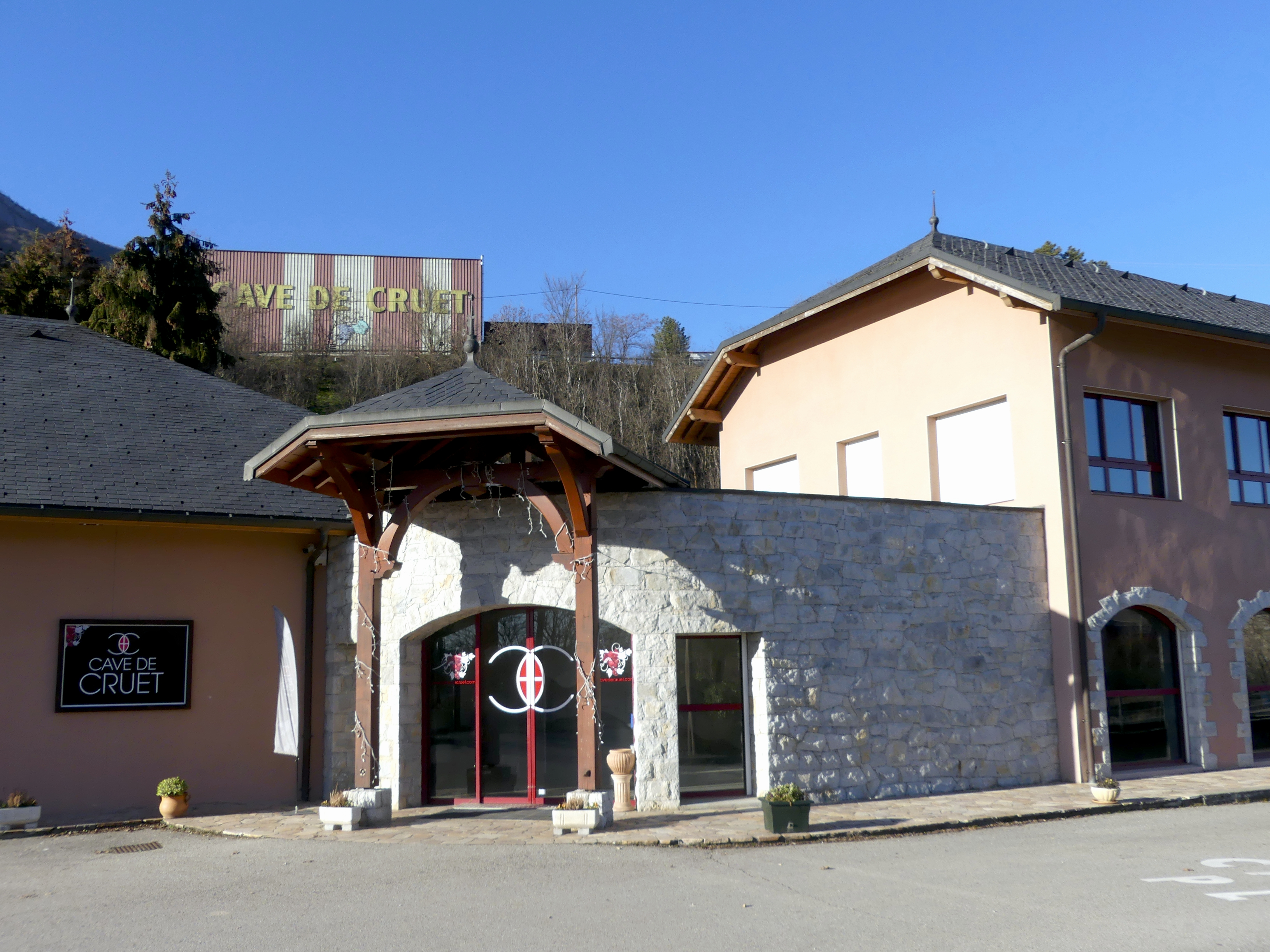
Cave de Cruet.

Le commune fait partiellement partie de l'aire géographique de production et transformation du « Bois de Chartreuse », la première AOC de la filière Bois en France,.

### Agriculture
La commune est le lieu de production d'un vin de Savoie, avec nom de commune, le Cruet (AOC). Il s'agit d'un vin blanc. Elle est également dans l'aire d'appellation de vins rouges, les vins de Savoie Arbin (AOC).
Les cépages cultivés sont essentiellement Chardonnay, Gamay et Jacquère mais aussi Altesse, Mondeuse et Roussane.
Les vins de la commune ont obtenu de nombreux prix et médailles dans les concours.
- Cave coopérative de Cruet : rouge, rosé et blanc
- Cave des vins fins de Cruet : blancs et rosés effervescents

### Tourisme
En 2014, la capacité d'accueil de la commune, estimée par l'organisme Savoie Mont Blanc, est de 203 lits touristiques répartis dans 41 structures.

## Culture locale et patrimoine

### Lieux et monuments

#### Château de Verdun-Dessus

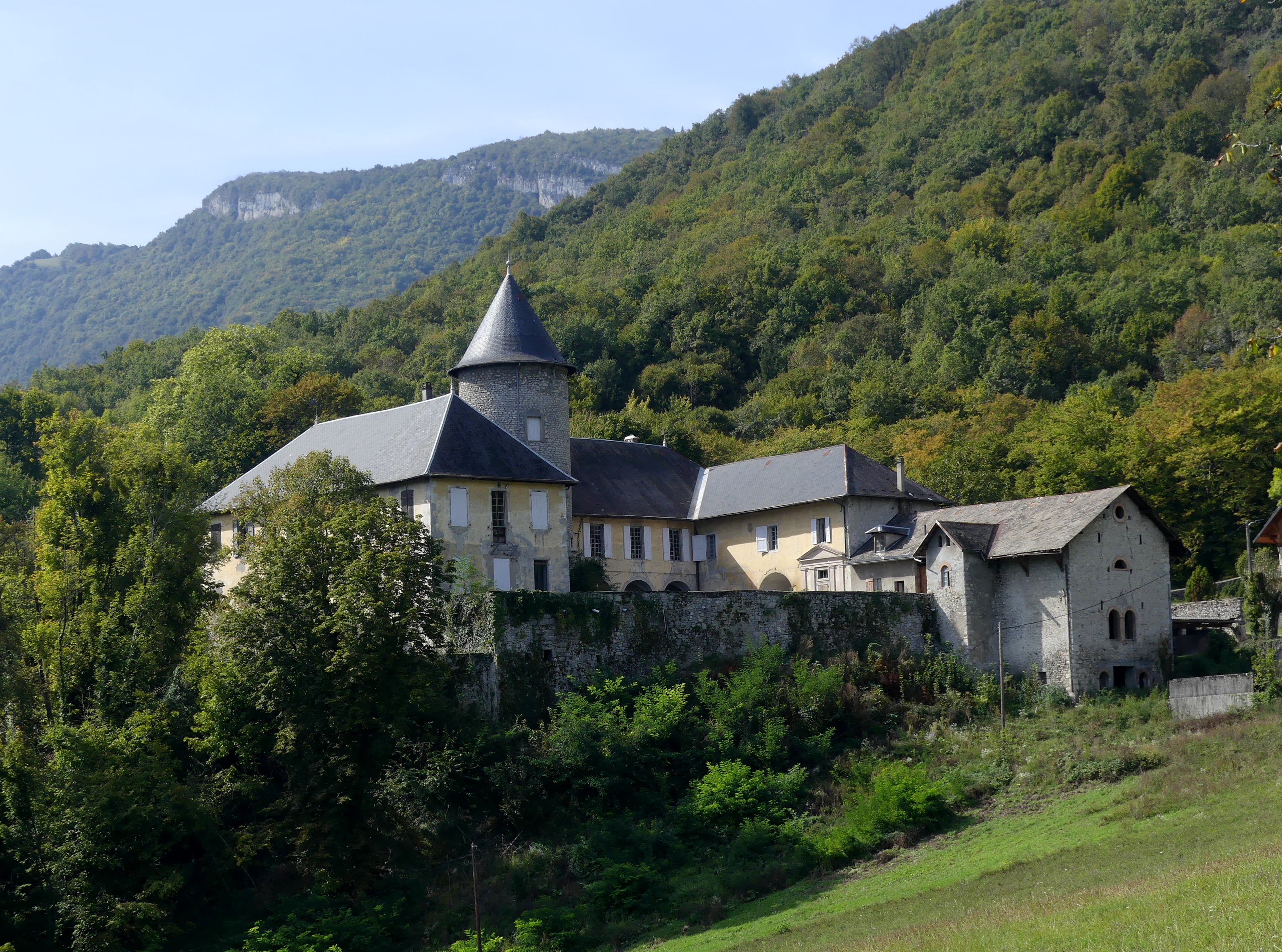
Château de Verdun-Dessus.

Le château de Verdun-Dessus ou château de Verdon est un ancien château fort, du XIIIe siècle, modernisé, qui se dresse au-dessus du hameau de la Baraterie. Il fut le centre de la seigneurie de Verdun.

#### Château de la Rive
Le château de la Rive ou château de Verdon Dessous est une ancienne maison forte, du XIIIe siècle, très remaniée au début du XXe siècle, qui se dresse sous le château de Verdun-Dessus, dominant l'Isère. Possession des seigneurs de Verdon, branche de la famille de Chignin, il fut le centre de la seigneurie de Verdon. C'est aujourd'hui un centre de séminaire et de réception.

#### Tour du Chaffard
La tour du Chaffard est une ancienne maison forte, du XIVe siècle, qui se dresse au hameau de Madoux. Elle fut le centre de la seigneurie du Chaffard.

#### Maison forte du Chanay
La maison forte du Chanay est une ancienne maison forte, de la fin du XIVe siècle, qui se dresse en dessous de la tour du Chaffard, dont elle est séparée par une motte. Elle fut le centre de la seigneurie du Chanay.

#### Maison des évêques de Grenoble ou mas du Clos ou du Cloux
Située au hameau de La Chapelle, cette maison du XIVe siècle est aujourd'hui une grange. Elle a conservé une large croisée biseautée.

#### Pont des Anglais

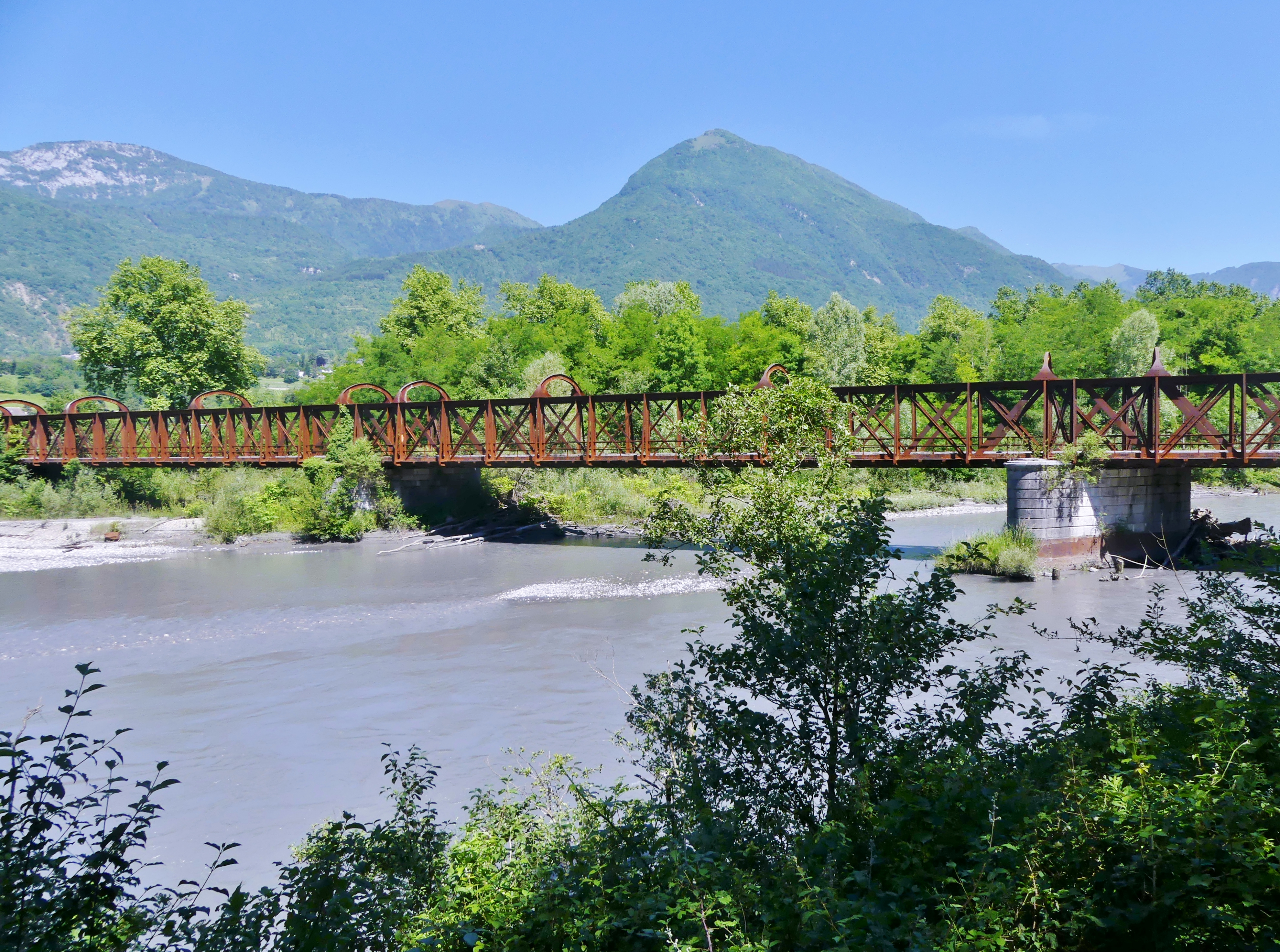
Le pont Victor-Emmanuel sur l'Isère.

Il s'agit du plus vieux pont ferroviaire métallique du monde, le « Pont Victor-Emmanuel » également appelé « Pont des Anglais » enjambe aujourd'hui encore, l'Isère au droit de Cruet. Construit par l'Anglais Newman, ce pont mesure 236 mètres de long et est au centre d'un projet de réhabilitation. En effet la ligne ferroviaire Choudy (Aix-les-Bains) à Chambéry et à Saint-Jean-de-Maurienne, mise en service le 20 octobre 1856 par la compagnie du chemin de fer Victor-Emmanuel, empruntait ce pont pour franchir l'Isère, qu'elle suivait sur sa rive gauche. Son tracé sera  repris par l'autoroute A43. C'est ensuite le 19 décembre 1876 que cette ligne a été rouverte par la compagnie  PLM (reprenant par convention de 1867 les lignes de Savoie) par l'itinéraire de Saint-Pierre-d'Albigny en vue de la mise en service en 1879 de l'embranchement d'Albertville. Ce pont ferroviaire n'a donc été utilisé que pendant vingt ans seulement.

#### Église Saint-Laurent
L'église placée sous le patronage de saint Laurent. Le nouvel édifice, de style néoroman, est construit selon les plans de l'architecte chambérien Faga entre 1896 et 1899. En réalité, seul l'extérieur appartient au style néoroman, tandis que l'intérieur se rattache au style néogothique.

#### Autres
- Cave de Cruet.

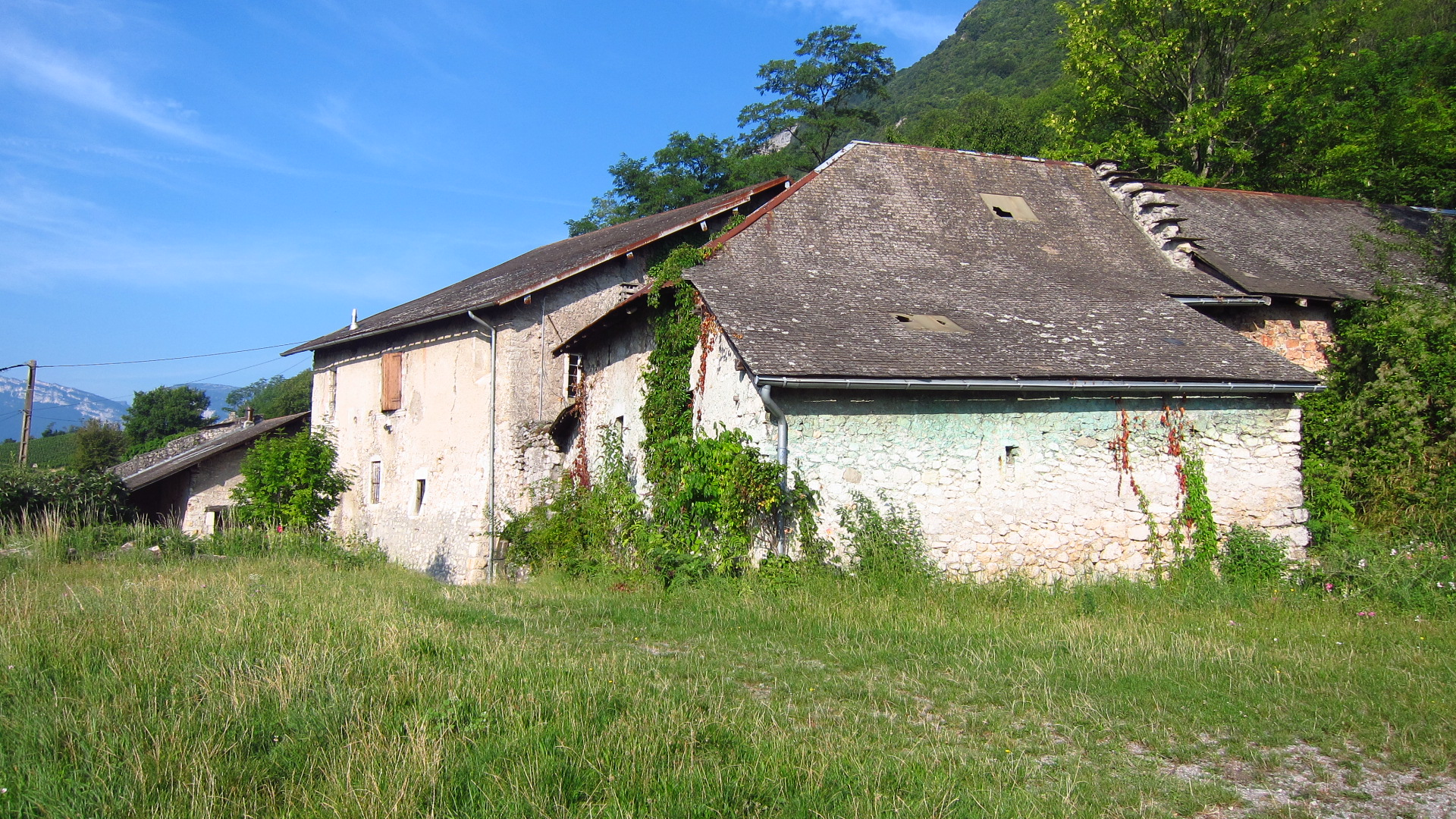
Grangerie de Lourdens.

- La grangerie de Lourdens, ancienne ferme cartusienne qui appartenait au domaine de la chartreuse d'Aillon.

### Personnalités liées à la commune
- Victor Tiollier (1921-1945), séminariste français mort au camp de Dachau dont les carnets sont conservés au centre d'histoire de la résistance et de la déportation de Lyon[27]. Inhumé à Cruet où se trouve « l'Idylle », domaine viticole familial des Tiollier.